# Amor International 1992
Die Amor International 1992 im Badminton fanden vom 3. bis zum 5. April 1992 in der Evenementenhal des Martinihalcomplexes in Groningen statt. Es war die 26. Auflage dieser Turnierserie.

## Sieger und Platzierte
| Disziplin    | Gold                                   | Silber                                    | Bronze                            |
| ------------ | -------------------------------------- | ----------------------------------------- | --------------------------------- |
| Herreneinzel | Pontus Jäntti                          | Andrei Antropow                           | Hannes Fuchs                      |
| Herreneinzel | Pontus Jäntti                          | Andrei Antropow                           | Tony Tuominen                     |
| Dameneinzel  | Elena Rybkina                          | Helen Troke                               | Rhona Robertson                   |
| Dameneinzel  | Elena Rybkina                          | Helen Troke                               | Joanne Muggeridge                 |
| Herrendoppel | Russell Hogg Kenny Middlemiss          | Árni Þór Hallgrímsson Broddi Kristjánsson | Michael Keck Robert Neumann       |
| Herrendoppel | Russell Hogg Kenny Middlemiss          | Árni Þór Hallgrímsson Broddi Kristjánsson | Michael Adams Chris Rees          |
| Damendoppel  | Lisbet Stuer-Lauridsen Marlene Thomsen | Katrin Schmidt Kerstin Ubben              | Elena Rybkina Georgy van Soerland |
| Damendoppel  | Lisbet Stuer-Lauridsen Marlene Thomsen | Katrin Schmidt Kerstin Ubben              | Natalja Ivanova Julia Martynenko  |
| Mixed        | Ron Michels Sonja Mellink              | Jens Eriksen Marlene Thomsen              | Jesper Hermansen Lotte Finderup   |
| Mixed        | Ron Michels Sonja Mellink              | Jens Eriksen Marlene Thomsen              | Nikolai Sujew Natalja Ivanova     |